# 멀티앵글
멀티 앵글(multi angle, multi view point)은 방송 및 촬영물 제작에 있어서 멀티 앵글 포지셔닝이 된 카메라의 시점을 다양하게 보여줄 수 있는 제작물을 가리킨다. 하지만 시청자가 능동적으로 시야각을 조절하거나 view point의 컨트롤을 할 수 없다는 점에서 Free viewpoint television과는 차별된다.

## 제작 부분
최근 아이돌 그룹의 멤버들 각각 독립된 샷을 원하는 팬들이 증가하는 추세에 발맞추어 1 camera 1 person 샷을 개별적인 마스터 본으로 만들어 사용자가 최종적으로 각각의 샷을 독립적으로 컨트롤 할 수 있는 타이틀들이 제작되고 있다. 뿐만아니라 IPTV와 같이 연동형 서비스를 이용하여 실시간으로 제작되기도 하는데(2011.1월 서비스 중단) 골프와 같이 레슨 프로그램을 다양한 각도의 샷으로 자세 교정하는데 사용한다거나 프로야구에서 홈/원정 팀과 같이 자신이 좋아하는 팀의 그림만을 보고 싶어하는 시청자의 요구를 맞춰주는데 사용되고 있다 현재 메이저 리그의 경우 MLB.com을 통해 인터넷에서 PIP방식으로 4분할 화면을 제공하고 있다. 2009년 엠넷 방송사의 아시아 음악 시상식인 MAMA(Mnet Asian Music Awards)에서 4시간 라이브 멀티앵글을 제공하여, 슈퍼스타K의 2배를 넘는 동시접속자를 모으기도 했다